# Lijst van Pyxicephalidae
Onderstaand een lijst van alle soorten kikkers uit de familie Pyxicephalidae. De lijst is gebaseerd op Amphibian Species of the World.
- Amietia amieti
- Amietia angolensis
- Amietia desaegeri
- Amietia dracomontana
- Amietia fuscigula
- Amietia inyangae
- Amietia johnstoni
- Amietia lubrica
- Amietia ruwenzorica
- Amietia tenuoplicata
- Amietia umbraculata
- Amietia vandijki
- Amietia vertebralis
- Amietia viridireticulata
- Amietia wittei
- Anhydrophryne hewitti
- Anhydrophryne ngongoniensis
- Anhydrophryne rattrayi
- Arthroleptella bicolor
- Arthroleptella drewesii
- Arthroleptella landdrosia
- Arthroleptella lightfooti
- Arthroleptella rugosa
- Arthroleptella subvoce
- Arthroleptella villiersi
- Aubria masako
- Aubria subsigillata
- Cacosternum boettgeri
- Cacosternum capense
- Cacosternum karooicum
- Cacosternum kinangopensis
- Cacosternum leleupi
- Cacosternum namaquense
- Cacosternum nanum
- Cacosternum parvum
- Cacosternum platys
- Cacosternum plimptoni
- Cacosternum poyntoni
- Cacosternum striatum
- Ericabatrachus baleensis
- Microbatrachella capensis
- Natalobatrachus bonebergi
- Nothophryne broadleyi
- Poyntonia paludicola
- Pyxiceaphlsu angusticeps
- Pyxicephalus adspersus
- Pyxicephalus edulis
- Pyxicephalus obbianus
- Strongylopus bonaespei
- Strongylopus fasciatus
- Strongylopus fuelleborni
- Strongylopus grayii
- Strongylopus hymenopus
- Strongylopus kilimanjaro
- Strongylopus kitumbeine
- Strongylopus merumontanus
- Strongylopus rhodesianus
- Strongylopus springbokensis
- Strongylopus wageri
- Tomopterna cryptotis
- Tomopterna damarensis
- Tomopterna delalandii
- Tomopterna elegans
- Tomopterna kachowskii
- Tomopterna krugerensis
- Tomopterna luganga
- Tomopterna marmorata
- Tomopterna milletihorsini
- Tomopterna monticola
- Tomopterna natalensis
- Tomopterna tandyi
- Tomopterna tuberculosa